# Ribota
Ribota település Spanyolországban, Segovia tartományban. Ribota Ayllón, Riaza, Corral de Ayllón és Fresno de Cantespino községekkel határos. Lakosainak száma 43 fő (2024).

## Népesség
A település népessége az elmúlt években az alábbi módon változott:
| Lakosok száma | 38   | 45   | 38   | 39   | 43   | 43   | 40   | 48   | 48   | 43   |
|               | 2001 | 2004 | 2007 | 2009 | 2012 | 2014 | 2017 | 2019 | 2022 | 2024 |